# Pita (pan)

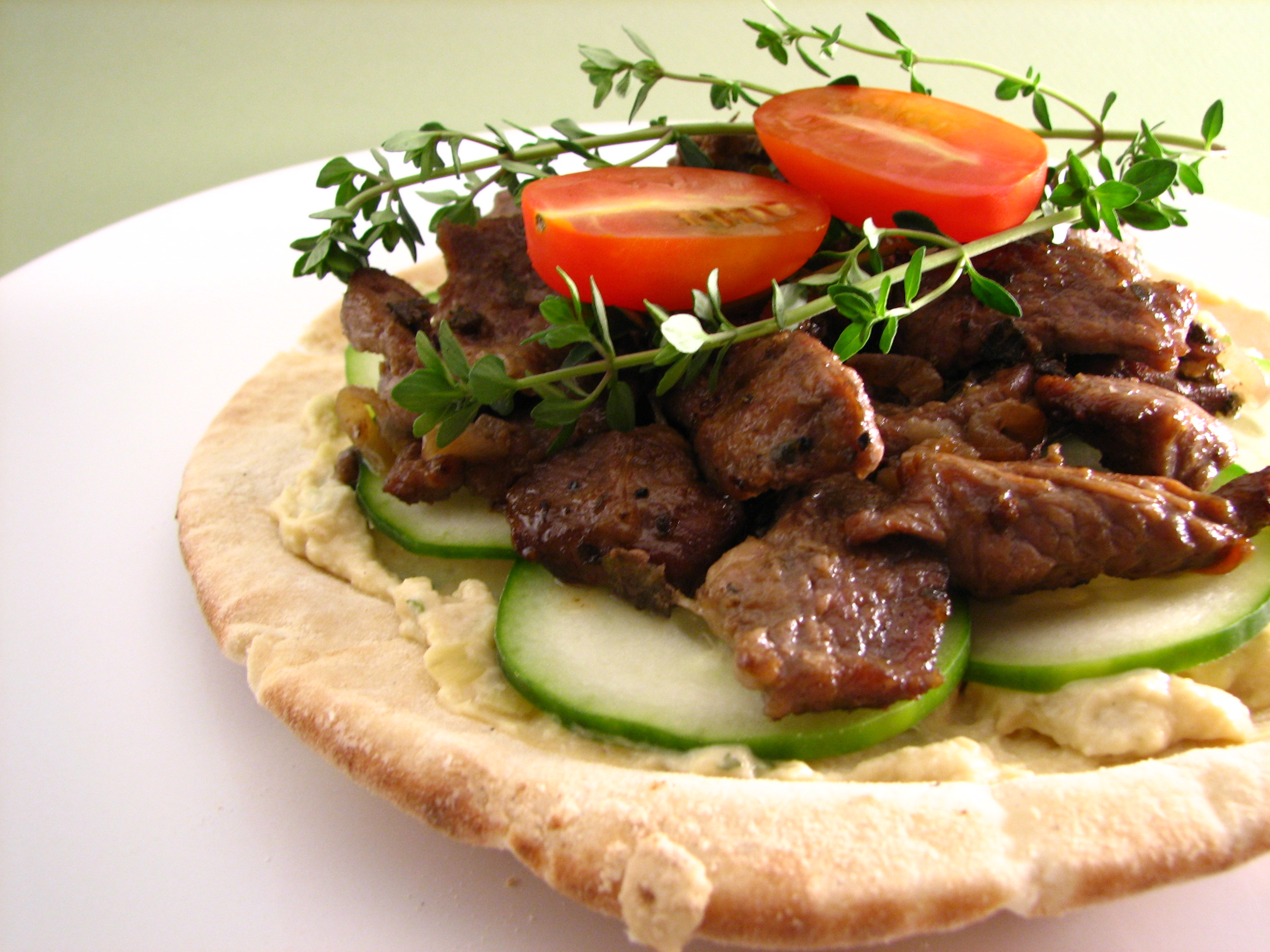
Pan pita con cordero, tomate y pepino.

El pan pita es un tipo de pan plano blando, levemente fermentado, de harina de trigo, de consumo en el área del Mediterráneo, especialmente en el Cercano Oriente, ocasionalmente cocido en las paredes del horno y que recuerda a la corteza de la pizza. 
Incluye la versión ampliamente conocida con un bolsillo interior, también conocido como pan árabe (árabe: خبز عربي, khubz ʿarabī), pan sirio, y otros nombres, así como versiones sin bolsillo como la pita griega, utilizada para envolver souvlaki. El nombre occidental pita a veces puede usarse para referirse a otros tipos de panes planos que tienen diferentes nombres en sus idiomas locales, como numerosos estilos del khubz (pan) árabe.
Etimológicamente, el nombre pita deriva de la palabra griega moderna πίτα, usada para designar "pastel" o "pan".[cita requerida]
El pita turco, pide, casi siempre lleva encima semillas de sésamo o de nigella y no es "hueco" como muchos panes planos, sino tiene migas. 
En las bodas búlgaras se entrega a los novios, acompañado de miel y sal, y con una serie de rituales que significan igualdad y la dulzura de la vida de casados.
A veces se le refiere como somun en la Península balcánica.

## Ingredientes
Los ingredientes son harina de trigo, agua, sal, levadura y aceite.

## Preparación

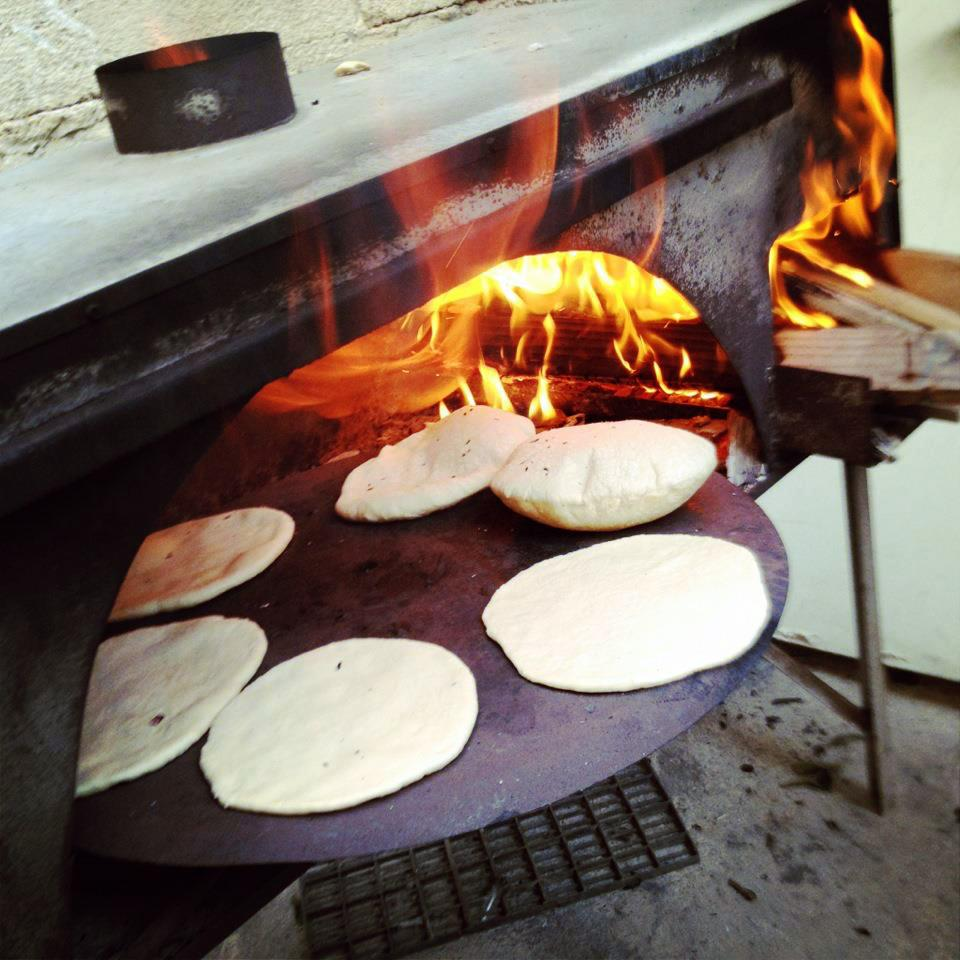
Horneado de pita en Nazaret.

La mayoría de pitas se hornean a altas temperaturas (232 °C), haciendo que la masa en forma de círculos aplanados se infle de forma espectacular por efecto del vapor que se genera en su interior al evaporarse el agua de la masa. Cuando se extraen del horno, las capas de masa horneada permanecen separadas dentro de la pita desinflada, lo que permite que el pan se abra para formar un bolsillo. Sin embargo, la pita a veces se cuece sin bolsillos y se llama "pita sin bolsillo".
Existe la pita para microondas, que se prepara humedeciéndola y calentándola 30 segundos en el microondas o tostador.[cita requerida]

## Uso culinario
La pita se puede usar para servir salsas como hummus y taramosalata, jocoque seco, tostada con zaatar y aceite; para envolver kebabs, gyros o falafel o en forma de sándwiches y burritos; también con huevos y muchos otros guisados como cualquier otro pan. También se puede cortar y hornear en chips crujientes de pita.

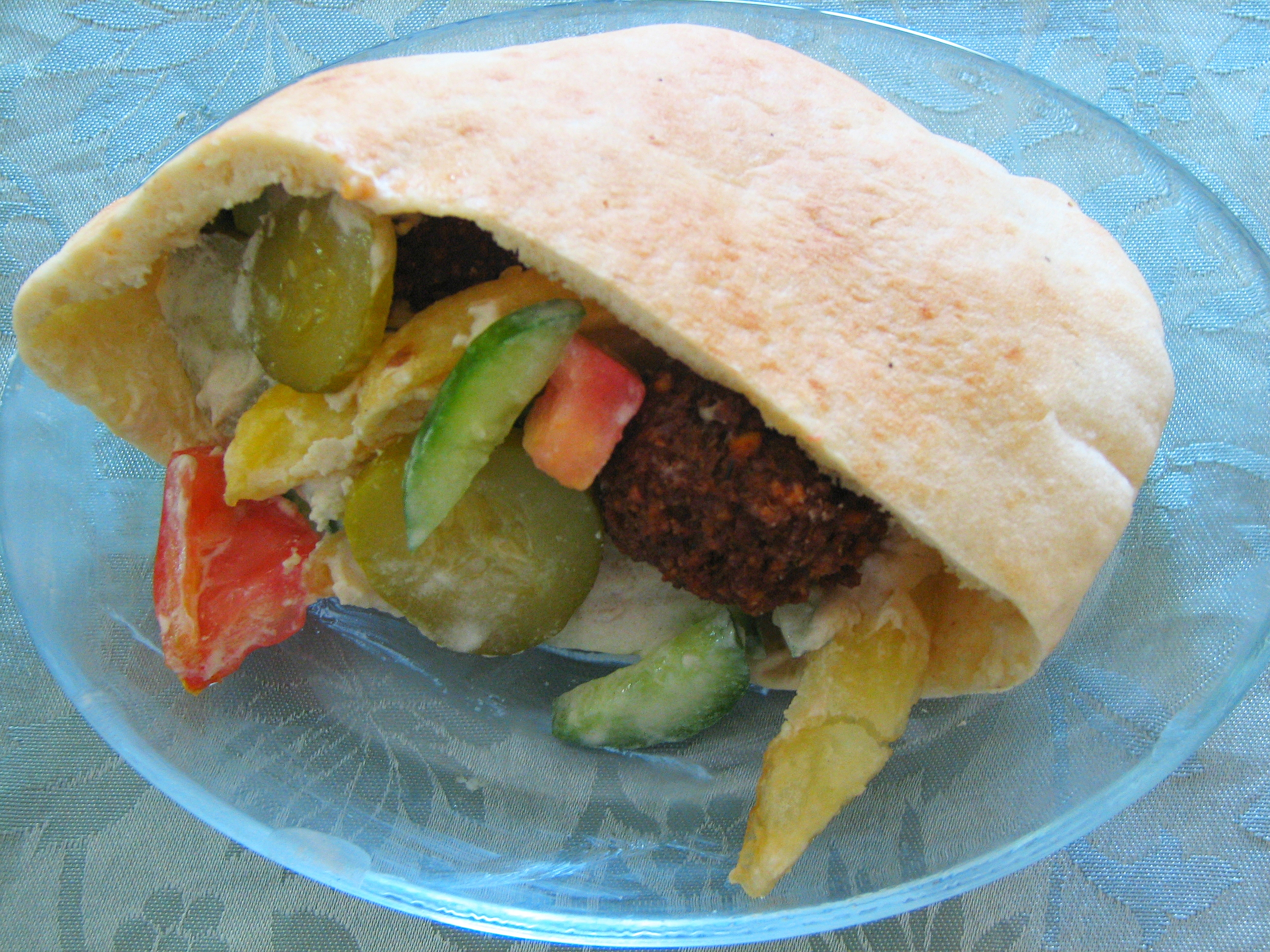
Pita con falafel, salsa tahina y ensalada.